# Ermita de Sant Josep de Catí
L'Ermita de Sant Josep de Catí, a la comarca de l'Alt Maestrat, és un lloc de culte catalogat com Bé de Rellevància Local, amb la categoria de Monument d'interès local
Presenta un complicat accés malgrat situar-se a tan sols uns dos quilòmetres al nord del nucli poblacional de Catí, seguint el mateix camí d'accés a l'ermita de Santa Anna, a la dreta del Camí del “Vedat de la Costereta”.

## Història
La construcció es remunta a 1670, per ordre de mossèn José Adell a terrenys d'una finca de la seva propietat i que va condicionar el seu llegat al manteniment tant del temple com del culte. Malgrat això, en l'actualitat és en estat ruïnós, en part per la decadència de la tradició del romiatge a l'ermita en el dia del sant de la advocació, el 19 de març.

## Descripció
De les escasses restes que encara s'han conservat destaca la fàbrica en maçoneria. Pot apreciar-se l'existència d'una casa d'ermità adossada a l'ermita i que com aquesta és en estat ruïnós. De la façana es conserva la porta que presenta un marc de dovelles de carreus. Interiorment s'aprecien dues crugies separades per arcs de mig punt i la coberta, actualment desplomada sobre l'interior, podria haver sigut plana en la part interior, mentre que presentaria externament dues aigües.